# Mörbylånga landsfiskalsdistrikt
Mörbylånga landsfiskalsdistrikt var 1918–1964 ett landsfiskalsdistrikt i Kalmar län, bildat när Sveriges indelning i landsfiskalsdistrikt trädde i kraft den 1 januari 1918, enligt beslut den 7 september 1917. Den 1 januari 1965 avskaffades i Sverige samtliga landsfiskaler och landsfiskalsdistrikt, och deras arbetsuppgifter delades upp på de nyskapade indelningarna polisdistrikt, åklagardistrikt och kronofogdedistrikt.
Landsfiskalsdistriktet låg under länsstyrelsen i Kalmar län.

## Ingående områden
När Sveriges nya indelning i landsfiskalsdistrikt trädde i kraft den 1 oktober 1941 (enligt kungörelsen den 28 juni 1941) tillfördes kommunerna Gräsgårds landskommun, Hulterstads landskommun, Kastlösa, Segerstad, Smedby, Stenåsa, Södra Möckleby landskommun, Ventlinge landskommun och Ås från det upplösta Degerhamns landsfiskalsdistrikt. Samtidigt överfördes kommunerna Algutsrum, Glömminge och Norra Möckleby till Borgholms landsfiskalsdistrikt. När Sveriges nya indelning i landsfiskalsdistrikt trädde i kraft den 1 januari 1952 (enligt kungörelsen 1 juni 1951) ändrades distriktets omfattning.

### Från 1918
Algutsrums härad:
- Algutsrums landskommun
- Glömminge landskommun
- Mörbylånga köping
- Mörbylånga landskommun
- Resmo landskommun
- Torslunda landskommun
- Vickleby landskommun

Möckleby härad:
- Gårdby landskommun
- Norra Möckleby landskommun
- Sandby landskommun

### Från 1 oktober 1941
Algutsrums härad:
- Mörbylånga köping
- Mörbylånga landskommun
- Resmo landskommun
- Torslunda landskommun
- Vickleby landskommun

Gräsgårds härad:
- Gräsgårds landskommun
- Kastlösa landskommun
- Segerstads landskommun
- Smedby landskommun
- Södra Möckleby landskommun
- Ventlinge landskommun
- Ås landskommun

Möckleby härad:
- Gårdby landskommun
- Hulterstads landskommun
- Sandby landskommun
- Stenåsa landskommun

### Från 1 januari 1952
- Mörbylånga landskommun
- Ottenby landskommun